# Holdgate
Holdgate är en by i civil parish Abdon and Heath, i distriktet Shropshire, i grevskapet Shropshire, i England. Byn är belägen 15 km från Ludlow. Holdgate var en civil parish fram till 1967 när blev den en del av Tugford och Munslow. Civil parish hade 47 invånare år 1961.